# Jianchi (sockenhuvudort i Kina, Hubei Sheng, lat 32,87, long 110,33)
Jianchi (kinesiska: 涧池, 涧池乡) är en sockenhuvudort i Kina. Den ligger i provinsen Hubei, i den centrala delen av landet, omkring 450 kilometer nordväst om provinshuvudstaden Wuhan. Antalet invånare är 14 509. Befolkningen består av 7 059 kvinnor och 7 450 män. Barn under 15 år utgör 14,0 %, vuxna 15-64 år 73 %, och äldre över 65 år 12,0 %.
Runt Jianchi är det ganska tätbefolkat, med 144 invånare per kvadratkilometer. Närmaste större samhälle är Guanyin, 4,8 km nordost om Jianchi. I omgivningarna runt Jianchi växer i huvudsak blandskog.
Genomsnittlig årsnederbörd är 976 millimeter. Den regnigaste månaden är augusti, med i genomsnitt 160 mm nederbörd, och den torraste är januari, med 8 mm nederbörd.